# Monoxyde de dicarbone
Le monoxyde de dicarbone, C2O -un oxyde de carbone- est une molécule extrêmement réactive qui contient deux atomes de carbone et un d'oxygène liés de façon covalente. Le monoxyde de dicarbone est un produit de la photolyse du suboxyde de carbone, C3O2,. Il est étroitement apparenté au CO, au CO2 et au C3O2, et à d'autres oxydes de carbone.
C3O2  → CO  + C2O
Il est suffisamment stable pour observer ses réactions avec NO et NO2.